# Macuilxóchitl

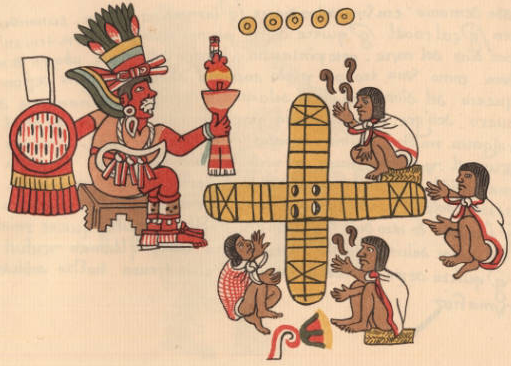
Macuilxóchitl supervisando un juego de patolli, Códice Magliabechiano.

Macuilxóchitl (del náhuatl: Makwilxochitl ‘cinco flor’‘makwilli, cinco; xochitl, flor’) en la mitología mexica este forma parte de los Macuiltonaleque, estos Macuilxóchitl deriva del náhuatl macuilli, que denota el cinco y xóchitl, flor, es decir, significa “cinco flor”. Es una advocación de Xochipilli, por lo que se le llega a atribuir la misma identidad de Dios de las flores, el canto y la música.
Macuilxóchitl es el protector de los nobles y de los jugadores de patolli, quienes lo invocaban antes de iniciar una partida. También es considerado el dios principal de los Ahuiateteo, que son los cinco dioses asociados con los excesos y el placer.
En esta escultura con la representación de una tortuga, Macuilxóchitl emerge del caparazón, ataviado con nariguera y orejera. En la parte posterior lleva el símbolo “cinco flor”. Esta pieza arqueológica data del periodo Posclásico Tardío y actualmente forma parte de la colección del Museo Nacional de Antropología. Conócela en la Mediateca INAH
Entre los Macuiltonaleque, sólo son claramente identificados en el Códice Borgia:
- Macuilcozcacuauhtli (del náhuatl: Makwilkoskakwāwtli ‘cinco buitre’‘makwilli, cinco; koskakwāwtli, buitre’).
- Macuilcuetzpalin (del náhuatl: Makwilkwetspalin ‘cinco lagartija’‘makwilli, cinco; kwetspalin, lagartija’).
- Macuilmalinalli (del náhuatl: Makwilmalinalli ‘cinco hierba’‘makwilli, cinco; malinalli, hierba’).
- Macuiltochtli (del náhuatl: Makwiltochtli ‘cinco conejo’‘makwilli, cinco; tochtli, conejo’).
- Macuilxóchitl (del náhuatl: Makwilxochitl ‘cinco flor’‘makwilli, cinco; xochitl, flor’).